# Helioseris
Genre
Helioseris est un genre de coraux durs de la famille des Mussidae.

## Liste d'espèces
Le genre Helioseris ne comprend que l'espèce suivante :
- Helioseris cucullata (Ellis & Solander, 1786)